# El Diablo en el convento
El diablo en el convento (Le diable au couvent) es un cortometraje escrito, dirigido y protagonizado por Georges Méliès en 1899.

## Argumento
El diablo entra en un convento y asusta a las monjas. Luego llegan más diablos. Finalmente, los monjes consiguen hacerlos desaparecer mostrándoles crucifijos.

## Producción
Según algunos críticos de cine, El Diablo en el convento parodia la vida monástica, presentando una visión satírica de la Iglesia católica. Casi con certeza, Méliès se encontraba de acuerdo con el sentimiento antieclesiástico que prevaleció durante el caso Dreyfus, que se dio en 1898 y 1899: Méliès apoyó el caso de Alfred Dreyfus, mientras que la Iglesia se opuso. Méliès hizo otra sátira religiosa, La tentación de San Antonio en el mismo año, así como su serie de películas El caso Dreyfus.
La película pudo haber sido inspirada en parte por las producciones fantasmagóricas del mago francés Étienne-Gaspard Robert, conocido por el nombre artístico de "Robertson". El mismo Méliès interpreta al Diablo en la película, y en esta utilizó en numerosas escenas la técnica del paso de manivela para hacer aparecer y desaparecer personajes y objetos continuamente.

## Estreno y supervivencia
El Diablo en el convento fue producida y estrenada por la Star Film Company de Méliès y está numerado en los 185-187 de sus catálogos, donde también se especifican las tres escenas de la película: 1. Las monjas, el sermón; 2. Los demonios, el sábado; 3. El clérigo, el exorcismo.
En 2010, la Cinemateca Vasca recibió una donación de una caja de películas de 35 mm, recuperada por un particular en 1995 de un contenedor de basura en Bilbao. Se descubrió que la caja contenía 32 películas, incluyendo copias colorizadas a mano de El Diablo en el convento y El misterioso caballero, un film de Méliès de 1899. Previamente, ambos cortometrajes solo se encontraban disponibles en versiones en blanco y negro. Se consideró que la impresión coloreada a mano de El Diablo en el convento estaba en un estado de descomposición demasiado avanzado para ser restaurada por completo; sin embargo, la tercera escena de la película estaba en condiciones suficientes para ser restaurada. Ambas películas fueron confiadas a la Filmoteca de Cataluña para el proceso de restauración, bajo la supervisión de dos expertos en la obra de Méliès, Roland Cosandey y Jacques Malthête.